# إيثيل دنتش بافر هاوس
إيثيل دنتش بافر هاوس (بالإنجليزية: Ethel Dench Puffer Howes)‏، (10 أكتوبر 1872-1950) عالمة نفس أمريكية عرفت لعملها في علم الجمال. كانت من أوائل النساء اللواتي حصلن على درجة الدكتوراه من جامعة هارفارد. وهي مُنظِّمة نسوية.

## وصلات خارجية
- مؤلفات Ethel Puffer Howes في مشروع غوتنبرغ
- أعمال أو نبذة عن إيثيل دنتش بافر هاوس على أرشيف الإنترنت
- أعمال إيثيل دنتش بافر هاوس في ليبري فوكس
- Accepting the Universe, Howes 1922
- Papers of Laura Puffer Morgan and Ethel Puffer Howes, 1862-1962. Schlesinger Library, Radcliffe Institute, Harvard University.